# Новокошелево
Новокошелево — деревня в Луховицком муниципальном районе Московской области, принадлежит к Газопроводскому сельскому поселению. До 2004 года деревня относилась к более мелкому административному образованию внутри Луховицкого района — Кончаковскому сельскому округу.
По данным 2006 года в деревне проживает 78 человек. Сама деревня располагается на реке Мече, рядом с деревней на реке имеются участки заболоченной местности. Ближайшие населённые пункты к деревне: Протасово — 1 км, Павловское — 2 км, Старокошелево — 2 км и Руднево — 3 км.

## Расположение
- Расстояние от административного центра поселения — посёлка Газопроводск
  - 4 км на северо-запад от центра посёлка
  - 6,5 км по дороге от границы посёлка
- Расстояние от административного центра района — города Луховицы
  - 15,5 км на юго-восток от центра города
  - 14 км по дороге от границы города